# Princeton, Iowa
Princeton är en ort i Scott County i Iowa. Vid 2010 års folkräkning hade Princeton 886 invånare.